# As'まりあ
As'まりあ（あず まりあ、1969年5月 - ）は、日本のイラストレーター、漫画家。アポストロフィの位置は「As」と「まりあ」の間が正しい。

## イラスト
- マジカルパラダイス
- ガンダムウォー
- ドラゴンドライブ
- デジタルモンスターカードゲーム
- コードギアス 反逆のルルーシュ ピクチャードラマ

## デザイン
- ガシャポンフォーミュラ
- 機動戦士ガンダム ファントム・ブレット
- デジモンクロニクル
- 機動戦士ガンダムSEED SEED Club

## ゲーム
- ムーンライトレディ
- 新魔装機神
- 創世聖紀デヴァダシー

## コミック
- PROTOTYPE AZMAX As'まりあ作品集 1994to2001
- 機動戦士ガンダムSEED SEED Club 4コマ
- コードギアス 反逆のルルーシュ ちびギアス 4コマのるるーしゅ